# (7540) 1997 AK21
(7540) 1997 AK21 là một tiểu hành tinh vành đai chính. Nó được phát hiện bởi Seiji Ueda và Hiroshi Kaneda ở Kushiro, Hokkaidō, Nhật Bản, ngày 9 tháng 1 năm 1997.